# 개인 휴대 통신
개인 휴대 통신(personal communication services, PCS)는 제2세대 디지털 이동통신보다 한 단계 발전한 제2.5세대 이동통신이라 불리는 이동 통신 방식이다.

## 기술
발신전용 휴대전화(CT-2)를 한 단계 발전시킨 수신/발신 휴대전화. 이제까지의 일반 이동전화에 비해 데이터 전송량이 커 통화품질이 1.6배 정도 좋아졌다. 음성코덱은 8KHz 8bit A-law(기존 셀룰러에 비해 13kbps증가). 또한 1.7∼1.8GHz대의 높은 주파수를 사용함으로써 음성 이외의 데이터를 전송하는 데에도 강점이 있다. 하지만 고주파수가 갖는 성질(직진성)때문에 셀룰러에 비해 더 많은 중계기를 설치해야 한다. 대한민국에서는 1997년 10월 1일 상용서비스를 KT에서 시작했지만, 2012년 PCS 서비스 종료 이후에, 4G LTE 주파수로 재배치되었다.